# Stewarton (stacja kolejowa)
Stewarton (ang: Stewarton railway station) – stacja kolejowa w miejscowości Stewarton, w hrabstwie East Ayrshire, w Szkocji. Stacja jest zarządzana przez ScotRail i znajduje się na Glasgow South Western Line.

## Historia
Stacja została otwarta w dniu 27 marca 1871 roku przez Glasgow, Barrhead and Kilmarnock Joint Railway. Stacja została zamknięta w dniu 7 listopada 1966, jednak została ponownie otwarta w dniu 5 czerwca 1967. W kwietniu 2007 roku zamontowano automaty biletowe.

## Linie kolejowe
- Glasgow South Western Line